# Vilnîi Posad, Oleksandria
Vilnîi Posad (în ucraineană Вільний Посад) este un sat în comuna Nedoharkî din raionul Oleksandria, regiunea Kirovohrad, Ucraina.

## Demografie
Componența lingvistică a localității Vilnîi Posad
     Ucraineană (98,15%)
     Rusă (1,85%)
Conform recensământului din 2001, majoritatea populației localității Vilnîi Posad era vorbitoare de ucraineană (98,15%), existând în minoritate și vorbitori de rusă (1,85%).